# Flávio Nunes Ferreira
Flávio Nunes Ferreira (nascut 19 d'octubre 1991 a Nogueira do Cravo, Oliveira do Hospital) és un exfutbolista professional portuguès que jugava com a defensa central o migcampista defensiu.

## Palmarès
Académica
- Taça de Portugal: 2011–12